# Parafia Niepokalanego Serca Najświętszej Maryi Panny w Kaniowie
Parafia pod wezwaniem Niepokalanego Serca Najświętszej Maryi Panny w Kaniowie – parafia rzymskokatolicka znajdująca się w Kaniowie. Należy do dekanatu Wilamowice diecezji bielsko-żywieckiej. 
Erygowana w 1876, wyodrębniła się z parafii Wniebowzięcia NMP w Bestwinie.
20 maja 1973 roku w parafii odbyły się pokazowe święcenia kapłańskie, które z rąk biskupa Juliana Groblickiego przyjęło troje kapłanów, w tym Kazimierz Nycz, późniejszy metropolita warszawski.